# Cordyline rubra
Cordyline rubra là một loài thực vật có hoa trong họ Măng tây. Loài này được Otto & A.Dietr. mô tả khoa học đầu tiên năm 1848.

## Hình ảnh

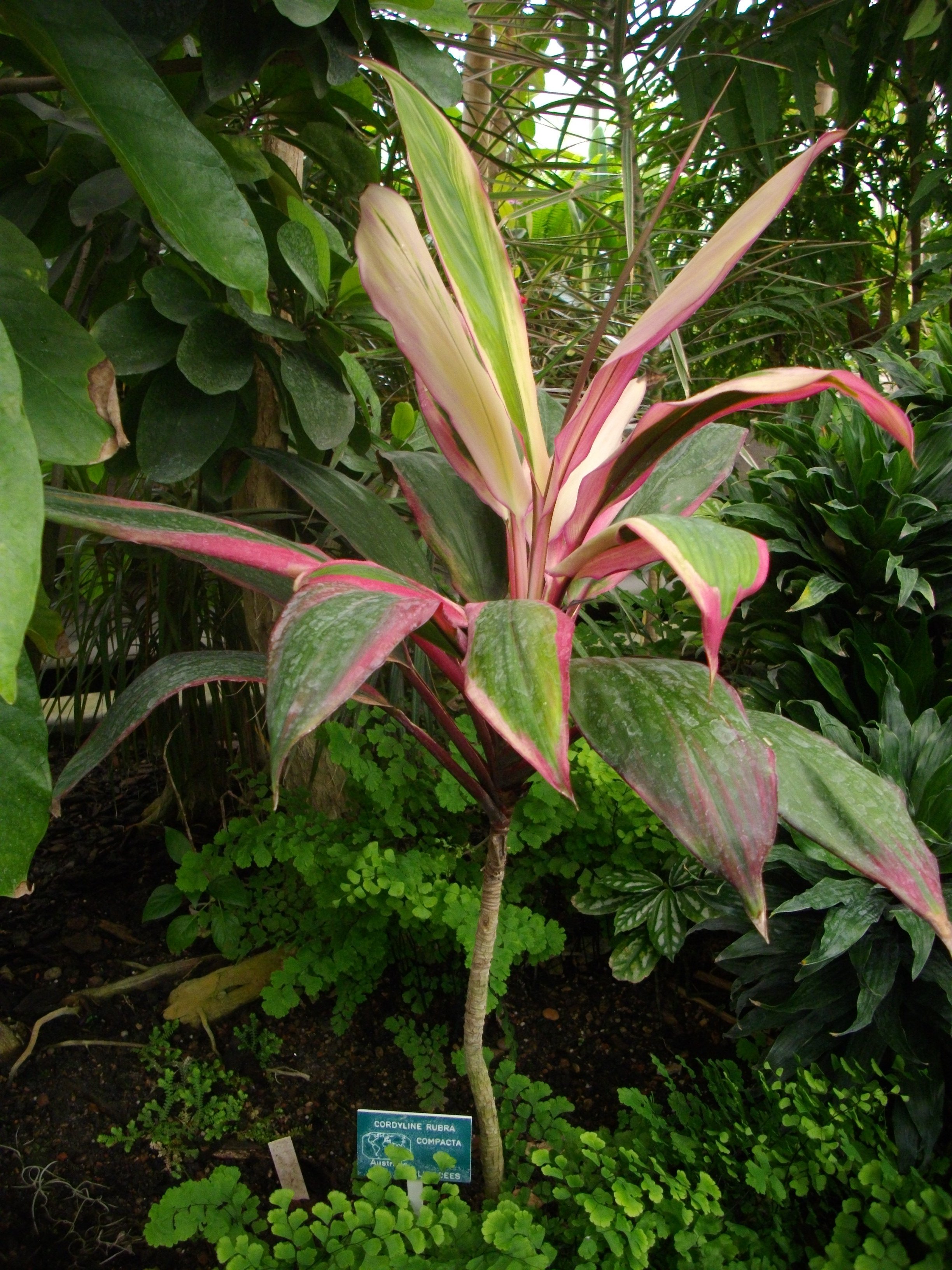